# Санаторій «Воробйово»
Санаторій «Воробйово» (рос. Санаторий «Воробьево») — село в Малоярославецькому районі Калузької області Російської Федерації.
Населення становить 615 осіб. Входить до складу муніципального утворення Присілок Воробйово.

## Історія
Від 2004 року входить до складу муніципального утворення Присілок Воробйово.

## Населення
| 2002 | 2010 |
| ---- | ---- |
| 644  | ↘615 |